# South Lancaster (Massachusetts)
South Lancaster é um lugar designado pelo censo localizado no condado de Worcester no estado estadounidense de Massachusetts. No Censo de 2010 tinha uma população de 1.894 habitantes e uma densidade populacional de 547,77 pessoas por km².

## Geografia
South Lancaster encontra-se localizado nas coordenadas 42° 26′ 13″ N, 71° 41′ 50″ O. Segundo a Departamento do Censo dos Estados Unidos, South Lancaster tem uma superfície total de 3.46 km², da qual 3.42 km² correspondem a terra firme e (1.12%) 0.04 km² é água.

## Demografia
Segundo o censo de 2010, tinha 1.894 pessoas residindo em South Lancaster. A densidade populacional era de 547,77 hab./km². Dos 1.894 habitantes, South Lancaster estava composto pelo 79.14% brancos, o 10.61% eram afroamericanos, o 0.16% eram amerindios, o 1.37% eram asiáticos, o 0% eram insulares do Pacífico, o 6.02% eram de outras raças e o 2.69% pertenciam a duas ou mais raças. Do total da população o 9.4% eram hispanos ou latinos de qualquer raça.